# Laize
Die Laize ist ein Fluss in Frankreich, der im Département Calvados in der Region Normandie verläuft. Sie entspringt als Ruisseau de la Renardière an der Gemeindegrenze von Pierrepont und Martigny-sur-l’Ante, entwässert generell Richtung Nord bis Nordwest und mündet nach rund 32 Kilometern an der Gemeindegrenze von May-sur-Orne und Clinchamps-sur-Orne als rechter Nebenfluss in die Orne.

## Orte am Fluss
- Leffard
- Urville
- Gouvix
- Bretteville-sur-Laize
- Fresney-le-Puceux
- Laize-la-Ville